# Res Jost

Res Jost (1983)

Res Jost (* 10. Januar 1918 in Bern; † 3. Oktober 1990 in Zürich) war ein Schweizer theoretischer Physiker, der hauptsächlich über konstruktive Quantenfeldtheorie arbeitete.

## Leben und Werk
Jost studierte in Bern und an der Universität Zürich, an der er 1946 bei Gregor Wentzel promoviert wurde («Zur Ladungsabhängigkeit der Kernkräfte in der Vektormesontheorie ohne neutrale Mesonen»). Jost ging dann ein halbes Jahr zu Niels Bohr nach Kopenhagen, wo er in einer Arbeit über Streutheorie die nach ihm benannte Jost-Funktion einführte. Danach war er in Zürich Assistent von Wolfgang Pauli. 1949 bis 1955 (zunächst mit Pauli und danach verlängert auf persönliche Einladung von Robert Oppenheimer hin), 1957, 1962/63 und 1968 war er am Institute for Advanced Study in Princeton, wo er u. a. mit Walter Kohn, Joaquin Mazdak Luttinger und Abraham Pais zusammenarbeitete. Er war seit 1955 ausserordentlicher Professor für theoretische Physik an der ETH und ab 1959 Professor. Jost gründete 1965 zusammen mit Rudolf Haag die Zeitschrift Communications in Mathematical Physics.
Er etablierte an der ETH eine Schule der mathematischen Physik. Zu seinen Doktoranden zählten u. a. Sergio Albeverio, Klaus Hepp, Konrad Osterwalder, David Ruelle, Robert Schrader, Eduard Zehnder, Ruedi Seiler (Rudolf Seiler), Martin Kummer.
Jost forschte an der quantenmechanischen Streutheorie (auch inverser Streutheorie: Rekonstruktion von Potentialen aus Streuphasen) und der mathematischen Quantenfeldtheorie, wo er 1958 mit den Methoden von Arthur Strong Wightman das PCT-Theorem bewies und 1957 die Jost-Lehmann-Dyson-Darstellung (eine Integral-Darstellung des Erwartungswertes des Kommutators zweier Feldoperatoren) einführte.
Er war korrespondierendes Mitglied der Österreichischen Akademie der Wissenschaften und seit 1976 der National Academy of Sciences der USA. 1984 erhielt er die Max-Planck-Medaille der Deutschen Physikalischen Gesellschaft sowie die Ehrendoktorwürde der Universität Bern.
Jost war seit 1949 mit der Wiener promovierten Physikerin Hilde Fleischer (* 1922) verheiratet. Eine Freizeitbeschäftigung von Jost war die Pilzzucht. Er war mit Pauli nur vorerst eng verbunden, welcher zu ihm anfangs eine fast väterliche Beziehung hegte (sie duzten einander). Die Beziehung begann 1957/58 abzukühlen, als beide zur gleichen Zeit Aufenthalte am Institute for Advanced Study planten, was organisatorisch nicht ging, da sie Kollegen in Zürich waren und sich in den Lehrverpflichtungen absprechen mussten. Es kam zum Bruch in den letzten anderthalb Lebensjahren Paulis. Dies ist auch ein Grund dafür gewesen, dass der Nachlass von Wolfgang Pauli nicht an die ETH, sondern an das CERN ging.

## Schriften (Auswahl)

### Autor
Aufsätze
- Erinnerungen. Erlesenes und Erlebtes. In: Physikalische Blätter. Bd. 40, Nr. 7, 1984, S. 178–181, ISSN 1617-9439.
- Zur Ladungsabhängigkeit der Kernkräfte in der Vektormesontheorie ohne neutrale Mesonen. In: Helvetica Physica Acta. Bd. 19, Heft 3, 1946, S. 113–136, ISSN 0018-0238.[5]

Bücher
- The general theory of quantized fields (= Lectures in applied mathematics. 4). AMS, Providence, RI 1965.
- Klaus Hepp u. a. (Hrsg.): Das Märchen vom Elfenbeinernen Turm. Reden und Aufsätze (= Lecture notes in physics. 34). Springer 1995, ISBN 3-540-59476-0.[6]
- Quantenmechanik. Verein der Mathematiker und Physiker an der ETH, Zürich 1969/71 (2 Bde.).

### Herausgeber
- Local quantum theory (= ITS Proceedings. 45). Academic Press, New York 1969.